# Bicyclo(2.1.0)pentan
Bicyclo[2.1.0]pentan, auch als Hausan bekannt, ist ein bicyclischer gesättigter Kohlenwasserstoff. Er besteht aus einem Cyclopropan, das mit einem Cyclobutan anelliert ist.

## Darstellung
Die Erstsynthese von Bicyclo[2.1.0]pentan durch Pyrolyse von 2,3-Diazabicyclo[2.2.1]hept-2-en wurde 1957 von Rudolf Criegee publiziert.
Alternative Darstellungsmethoden sind die Photolyse von 2,3-Diazabicyclo[2.2.1]hept-2-en, die Pyrolyse von N-Phenyl-2-oxo-3-azabicyclo[2.2.1]heptan oder die Addition von Methylen an Cyclobuten.

## Eigenschaften
Bicyclo[2.1.0]pentan wird leicht von Brom und Iod angegriffen. In Gegenwart eines Platin-Katalysators wird es bereits bei Raumtemperatur zu Cyclopentan hydriert. Bei der Umsetzung mit Bromwasserstoff bei tiefen Temperaturen erhält man Bromcyclopentan. Mit Bleitetraacetat reagiert die Verbindung unter anderem zu cis-1,3-Diacetoxy-cyclopentan.
Bicyclo[2.1.0]pentan ist thermisch recht stabil und isomerisiert erst bei 330 °C zu Cyclopenten.

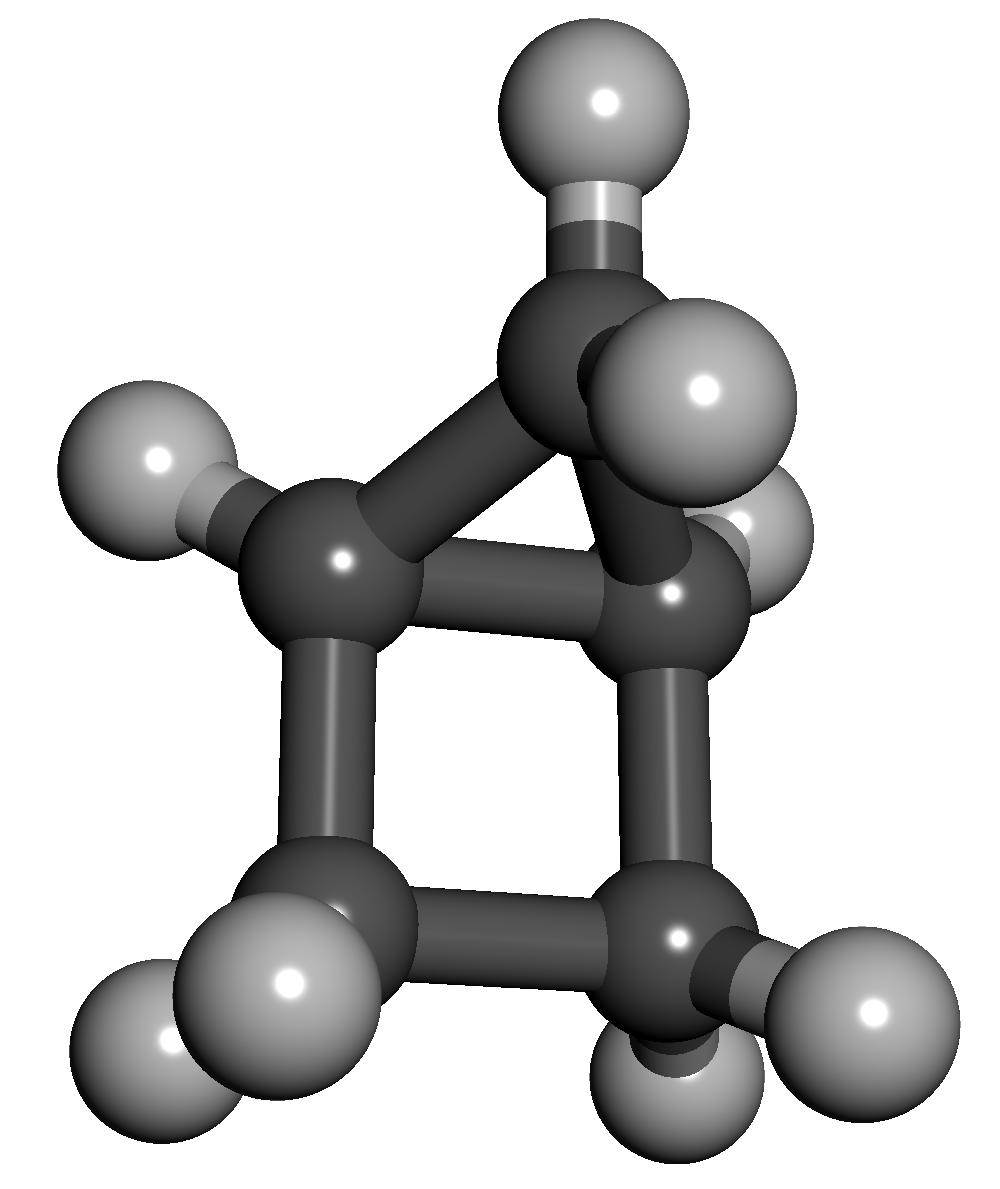
Räumliche Struktur

## Externe Links zu erwähnten Verbindungen
1. ↑  Externe Identifikatoren von bzw. Datenbank-Links zu 2,3-Diazabicyclo[2.2.1]hept-2-en:  CAS-Nr.: 2721-32-6, PubChem: 137694, ChemSpider: 121352, Wikidata: Q82927902.
2. ↑  Externe Identifikatoren von bzw. Datenbank-Links zu Bromcyclopentan:  CAS-Nr.: 137-43-9, EG-Nr.: 205-294-6, ECHA-InfoCard: 100.004.813, PubChem: 8728, ChemSpider: 8400, Wikidata: Q15634264.